# Empress of India Medal
La Empress of India Medal era una medaglia concessa dal governo britannico nel 1877 in occasione della proclamazione della Regina Vittoria a imperatrice d'India. Talvolta questa medaglia è definita anche Kaiser-i-Hind ma non è da confondere con l'omonima medaglia coniata dai successori della Regina Vittoria per l'India.

## Storia
La medaglia venne istituita in occasione della proclamazione del Delhi Durbar della Regina Vittoria con la sua proclamazione ad imperatrice d'India il 1º gennaio 1877. La medaglia venne concessa a principi indiani, ufficiali meritevoli e soldati selezionati, come alto segno di riconoscenza.

## Insegne
- La medaglia consisteva in un tondo di 58 mm (20 mm in più di una normale medaglia da campagna), in oro o argento, avente sul fronte l'immagine della Regina Vittoria diademata e velata con l'iscrizione "VICTORIA 1ST JANUARY 1877". Il retro mostra invece l'iscrizione "EMPRESS OF INDIA" in inglese, hindustani e persiano, il tutto racchiuso in una cornice decorativa. La medaglia, date le sue dimensioni, veniva portata al collo.
- Il nastro era color porpora con una striscia gialla per parte.